# Cordia truncatifolia
Cordia truncatifolia är en strävbladig växtart som beskrevs av Harley Harris Bartlett. Cordia truncatifolia ingår i släktet Cordia, och familjen strävbladiga växter. Inga underarter finns listade i Catalogue of Life.